# جون كلارك (محامي)
جون كلارك (بالإنجليزية: John Hessin Clarke)‏ (و. 1857 – 1945 م) هو محامي، وقاضي أمريكي، ولد في ليزبون، أوهايو، كان عضوًا في الحزب الديمقراطي، كان عضوًا في فاي بيتا كابا، توفي في سان دييغو، عن عمر يناهز 88 عاماً، بسبب نوبة قلبية.

## مناصب
تولى منصب معاون قاضي في المحكمة العليا للولايات المتحدة (24 يوليو 1916–18 سبتمبر 1922)
.

## التعليم
تعلم في جامعة كيس وسترن ريسرف
.

## روابط خارجية
- جون كلارك على موقع الموسوعة البريطانية (الإنجليزية)
- جون كلارك على موقع إن إن دي بي (الإنجليزية)